# FC United
FC United ist ein zweisprachiger Frauenfußballverein in der Stadt Jakobstad (finnisch Pietarsaari) in Finnland. 2024 spielte er in der zweiten Liga (Naisten kakkonen/Damtvåan).
Der Verein wurde 1993 aus der Frauenmannschaft von FF Jaro gegründet, nachdem sie in die höchste Spielklasse SM-sarja aufgestiegen war.
Am erfolgreichsten war der Verein in der ersten Hälfte der 2000er Jahre, als er zweimal die Meisterschaft (2002, 2004) und dreimal den Pokal (2001, 2004, 2005) gewann.